# Otto Preminger
Otto Preminger (Viena, 5 de dezembro de 1905 — Nova Iorque, 23 de abril de 1986) foi um produtor e diretor de cinema austríaco e que atuou nos Estados Unidos.

## Biografia
Preminger estudou direito e filosofia e trabalhou como diretor de teatro de 1933 a 1934, antes de se dedicar ao cinema. Em 1935 optou por deixar a Áustria e exilou-se nos Estados Unidos.
Apesar da origem judia, atuou em alguns filmes no papel de nazista, por causa do seu sotaque. Tinha fama de pessoa rude e desagradável. Gostava de trabalhar com os temas dos desvios e conflitos comportamentais e tinha o mérito de deixar grandes obras em todos os gêneros cinematográficos, do romance ao filme de guerra.
Seus principais filmes são Laura (1944), um dos maiores clássicos do chamado cinema noir; O rio das almas perdidas (1954), grandioso western protagonizado por Marilyn Monroe; Carmen Jones (1954), musical protagonizado por atores negros, que revelou os lendários Dorothy Dandridge e Harry Belafonte; O homem do braço de ouro (1955), polêmico drama sobre drogas, que deu a Frank Sinatra seu maior papel no cinema; Bom dia, tristeza (1958), sensível e marcante drama baseado no best-seller de Françoise Sagan; Anatomia de um crime (1959), lendário drama de tribunal; Exodus (1960), épico sobre a formação de Israel após o final da Segunda Guerra Mundial; Tempestade sobre Washington (1962); A primeira vitória (1965); Bunny Lake desapareceu (1965), um dos filmes-símbolos da década de 1960; Skidoo (1968), surpreendente cult psicodélico da geração flower power e O fator humano (1979), seu derradeiro filme, um sutil drama de guerra.
Otto Preminger morreu aos 79 anos, devido ao câncer e mal de Alzheimer e está enterrado no Cemitério de Woodlawn, no Bronx, em Nova Iorque. Tem uma estrela na Calçada da Fama, localizada em 6624 Hollywood Boulevard.

## Filmografia
- 1979 – The Human Factor (br/pt: O fator humano)
- 1977 –  O Hobbit '"Thranduil /voz
- 1975 – Rosebud (br: Setembro negro)
- 1971 – Such Good Friends (br: Amigos são para essas coisas / pt: Amantes desconhecidos)
- 1970 – Tell Me That You Love Me, Junie Moon (br: Dize-me que me ama, Junie Moon / pt: Diz-me que me amas, Junie Moon)
- 1968 – Skidoo (br: Skidoo se faz a dois / pt: Skidoo)
- 1967 – Hurry Sundown (br/pt: O incerto amanhã)
- 1965 – Bunny Lake Is Missing.....(br:Bunny Lake desapareceu / pt: Desapareceu Bunny Lake)
- 1965 – In Harm's Way.....(br/pt: A primeira vitória)
- 1963 – The Cardinal.....(br/pt: O cardeal)
- 1962 – Advise & Consent.....(br/pt: Tempestade sobre Washington)
- 1960 – Exodus.....(br/pt: Exodus)
- 1959 – Anatomy of a Murder.....(br/pt: Anatomia de um crime)
- 1959 – Porgy and Bess.....(br: Porgy & Bess; pt:Porgy e Bess)
- 1958 – Bonjour tristesse.....(br/pt: Bom dia, tristeza)
- 1957 – Saint Joan.....(br: Joana D'Arc / pt: Santa Joana)
- 1955 – The Court-Martial of Billy Mitchell.....(br: A corte marcial de Billy Mitchell )
- 1955 – The Man with the Golden Arm.....(br/pt: O homem do braço de ouro)
- 1954 – Carmen Jones.....(br/pt: Carmen Jones)
- 1954 – River of No Return.....(br: O rio das almas perdidas / pt: Rio sem regresso)
- 1953 – Stalag 17.....(br: Inferno Nº 17)
- 1953 – Die Jungfrau auf dem Dach
- 1953 – The Moon Is Blue.....(br: Ingênuo até certo ponto / pt: Ingénua… até certo ponto)
- 1952 – Angel Face.....(br: Alma em pânico / pt: Bonita e audaciosa)
- 1951 – The 13th Letter.....(br: Cartas venenosas / pt:  A 13ª carta)
- 1950 – Where the Sidewalk Ends.....(br: Passos na noite / pt: O castigo da justiça)
- 1949 – Whirlpool.....(br: A ladra / pt: Turbilhão)
- 1949 – The Fan.....(br/pt: O leque de Lady Windermere)
- 1948 – That Lady in Ermine.....(pt: A dama do arminho)
- 1947 – Daisy Kenyon.....(br: Êxtase de amor / pt: Entre o amor e o pecado)
- 1947 – Forever Amber.....(br: Entre o amor e o pecado pt: Âmbar eterno)
- 1946 – Centennial Summer.....(br: Noites de verão/pt: A tia de Paris)
- 1945 – Fallen Angel.....(br: Anjo ou demônio? / pt: Anjo ou demónio)
- 1945 – A Royal Scandal.....(br: Czarina / pt: Os amores de Catarina da Rússia)
- 1944 – Laura.....(br/pt: Laura)
- 1944 – In the Meantime, Darling.....(br: Por enquanto, querida / pt: Esposas errantes)
- 1943 – Margin for Error.....(br: Um pequeno erro)
- 1938 – Kidnapped
- 1937 – Danger-Love at Work
- 1936 – Under Your Spell
- 1931 – Die Große Liebe

## Prêmios e indicações
Oscar (EUA)
- Recebeu uma indicação na categoria de melhor filme por Anatomy of a Murder (1959).
- Recebeu duas indicações na categoria de "Melhor Diretor" por Laura (1944) e por The Cardinal (1963).

Globo de Ouro (EUA)
- Recebeu uma indicação na categoria de melhor diretor, por The Cardinal (1963).

BAFTA (Reino Unido)
- Recebeu uma indicação na categoria de melhor filme, por Anatomy of a Murder (1959).

Festival de Berlim (Alemanha)
- Ganhou o Urso de Bronze por Carmen Jones (1954).